# Tine Poullet
Tine Poullet (1986) is een Belgisch paaldanseres.

## Levensloop
Poullet is viervoudig Belgisch kampioene. In 2016, 2017, 2018 en 2019 vertegenwoordigde ze België op het wereldkampioenschap Paaldansen.  In 2019 werd ze 26e op het WK Paaldansen in Canada in de categorie Pole Sports Senior Women.